# 奧克薩娜·伊爾馬科娃
奧克薩娜·伊万诺夫娜·沃沃迪娜（1973年4月16日—），出生於塔林，愛沙利亞/俄罗斯女子劍擊運動員。
她是2000年夏季奧林匹克運動會女子團體劍擊2004年夏季奧林匹克運動會女子團體劍擊金牌得主。

## 外部連結
- Profile on fie.ch（页面存档备份，存于）